# Gourbera
Gourbera település Franciaországban, Landes megyében. Lakosainak száma 364 fő (2022. január 1.). Gourbera Taller, Herm, Laluque, Saint-Paul-lès-Dax, Saint-Vincent-de-Paul, Castets és Pontonx-sur-l’Adour községekkel határos.

## Népesség
A település népességének változása:
| Lakosok száma | 179  | 215  | 243  | 252  | 369  | 365  | 372  | 363  | 359  | 364  |
|               | 1968 | 1982 | 1990 | 2006 | 2013 | 2015 | 2017 | 2019 | 2020 | 2022 |